# Love You Live
| Recensione                    | Giudizio |
| ----------------------------- | -------- |
| AllMusic                      | [ 3 ]    |
| Christgau's Record Guide      | C+       |
| MusicHound Rock               | [ 5 ]    |
| The Rolling Stone Album Guide | [ 6 ]    |
| The Village Voice             | C+       |

Love You Live è un doppio album dal vivo dei Rolling Stones pubblicato nel 1977. L'album è il risultato delle registrazioni del tour statunitense del 1975, il tour europeo del 1976 e del concerto di Toronto al nightclub El Mocambo nel 1977, durante i giorni in cui Keith Richards venne arrestato per possesso di droga.

## Storia
Si tratta del terzo album dal vivo ufficiale della band ed è dedicato alla memoria dell'ingegnere del suono Keith Harwood, morto in un incidente d'auto poco tempo prima della pubblicazione del disco. Fu mixato e sovrainciso dalla fine di maggio a metà giugno 1977.
Fu l'ultimo album dei Rolling Stones ad essere pubblicato mentre le uscite della Rolling Stones Records erano distribuite a livello internazionale dalla Warner Music. I successivi album della band sarebbero stati distribuiti dalla EMI, con la Warner che continuò a distribuire i dischi solo in Nord America.
In aggiunta alle canzoni registrate durante il tour del 1975-1976, gli Stones decisero di aggiungere quattro brani tratti dalle esibizioni del 4 e 5 marzo 1977 svoltesi presso l'El Mocambo Club di Toronto. L'intenzione era stata quella di suonare un set di classici blues e R&B, tuttavia, Keith Richards arrivò in ritardo alle prove in quanto lui e la fidanzata Anita Pallenberg, erano stati arrestati per possesso di droga nella loro stanza d'hotel.
Nonostante questi problemi giudiziari, le esibizioni si svolsero normalmente e furono abbastanza soddisfacenti anche se, molti dei brani poi inclusi nell'album furono sottoposti a pesanti ritocchi in studio. Per esempio, Jagger sovraincise la sua parte d'armonica in Mannish Boy. Soltanto Around and Around rimase come era stata registrata dal vivo. Gli April Wine aprirono le esibizioni degli Stones, che apparvero in cartellone sotto lo pseudonimo "The Cockroaches", quindi la maggioranza degli spettatori era venuta per ascoltare un concerto degli April Wine e non si aspettava i Rolling Stones.
Jagger e Richards non erano d'accordo tra loro circa la scelta delle tracce da includere nell'album. Nella sua autobiografia, Richards scrisse: "La collaborazione stava lasciando il posto alla lotta e al disaccordo. È un album doppio e il risultato è che un disco è di Mick e l'altro era il mio". Durante la lavorazione dell'album ci fu la morte del figlio di Keith, Tara. Come da lui ricordato: «Mi trovavo a Parigi, con Marlon, in tour, quando ebbi la notizia che il nostro figlio piccolo Tara, di soli due mesi, era stato trovato morto nella culla. Ho ricevuto la telefonata mentre mi preparavo a fare lo spettacolo. Ed è stata una cosa del tipo: "Mi dispiace dirtelo ma... ", che ti colpisce come un colpo di fucile. E su due piedi decisi di non cancellare lo show. Sarebbe stata la cosa peggiore possibile da farsi perché non c'era altro posto dove andare. Che cosa ho intenzione di fare, tornare in Svizzera e scoprire cosa non è successo? È già successo. Ormai è stato».

## Accoglienza
Pubblicato a settembre, l'album ebbe un buon successo commerciale raggiungendo la terza posizione in classifica in Gran Bretagna e la quinta negli Stati Uniti, dove fu certificato disco d'oro.

## Copertina
La copertina del disco è opera di Andy Warhol, che torna così a collaborare con il gruppo dopo il precedente lavoro svolto per Sticky Fingers (1971). Il titolo scritto a mano fu aggiunto da Mick Jagger, con grande  sgomento di Warhol.

## Tracce

### CD 1
- Tutte le canzoni sono scritte da Jagger/Richards tranne dove indicato.

1. Intro: Excerpt From Fanfare for the Common Man (Aaron Copland) – 1:24
2. Honky Tonk Women – 3:19
  - 5 giugno, 1976: Les Abattoirs, Paris
3. If You Can't Rock Me/Get Off of My Cloud – 5:00
  - 27 maggio, 1976: Earls Court, London
4. Happy – 2:55
  - 5 giugno, 1976: Les Abattoirs, Paris
5. Hot Stuff – 4:35
  - 6 giugno, 1976: Les Abattoirs, Paris
6. Star Star – 4:10
  - 6 giugno, 1976: Les Abattoirs, Paris
7. Tumbling Dice – 4:00
  - 7 giugno, 1976: Les Abattoirs, Paris
8. Fingerprint File – 5:17
  - 17 giugno, 1975: Maple Leaf Gardens, Toronto
9. You Gotta Move (Fred McDowell/Rev. Gary Davis) – 4:19
  - 5 giugno, 1976: Les Abattoirs, Paris
10. You Can't Always Get What You Want – 7:42
  - 7 giugno, 1976: Les Abattoirs, Paris

### CD 2
- Tutte le canzoni sono scritte da Jagger/Richards tranne dove indicato.

1. Mannish Boy (Ellas McDaniel/McKinley Morganfield/Mel London) – 6:28
  - 4 e 5 marzo, 1977: El Mocambo Tavern, Toronto
2. Crackin' Up (Ellas McDaniel) – 5:40
  - 4 e 5 marzo, 1977: El Mocambo Tavern, Toronto
3. Little Red Rooster (Willie Dixon) – 4:39
  - 4 e 5 marzo, 1977: El Mocambo Tavern, Toronto
4. Around and Around (Chuck Berry) – 4:09
  - 4 e 5 marzo, 1977: El Mocambo Tavern, Toronto
5. It's Only Rock 'n Roll (But I Like It) – 4:31
  - 17 giugno, 1975: Maple Leaf Gardens, Toronto
6. Brown Sugar – 3:11
  - 6 giugno, 1976: Les Abattoirs, Paris
7. Jumpin' Jack Flash – 4:03
  - 7 giugno, 1976: Les Abattoirs, Paris
8. Sympathy for the Devil – 7:51
  - 9 luglio, 1975: Inglewood Forum, Los Angeles

## Formazione
The Rolling Stones
- Mick Jagger - voce, chitarra, armonica a bocca
- Keith Richards - chitarra, cori, voce
- Ron Wood - chitarra, basso, cori
- Bill Wyman - basso
- Charlie Watts - batteria

Altri musicisti
- Ian "Stu" Stewart - pianoforte
- Ollie Brown - percussioni
- Billy Preston - tastiere